# LNG-Terminal Deutsche Ostsee
Das LNG-Terminal Deutsche Ostsee war ein Flüssigerdgasterminal im Hafen Lubmin in Mecklenburg-Vorpommern, das von Januar 2023 bis April 2024 übergangsweise in Betrieb war. Die Pläne für die Errichtung des Terminals zum Import von Flüssigerdgas (LNG) wurden im Juli 2022 bekannt.
Jährlich sollten über das Terminal bis zu 5,2 Milliarden Kubikmeter Gas in das deutsche Gasfernleitungsnetz eingespeist werden. Träger war das mittelständische Unternehmen Deutsche ReGas mit Sitz in Lubmin.

## Hintergrund
Der Grund für den kurzfristigen Bau der Anlage in Lubmin ist das deutsche Vorhaben, aufgrund des am 24. Februar 2022 begonnenen russischen Überfalls auf die Ukraine unabhängiger von russischen Erdgaslieferungen per Pipeline zu werden. Vor diesem Hintergrund kündigte Bundeskanzler Olaf Scholz am 27. Februar 2022 im Rahmen einer Sondersitzung des Deutschen Bundestages an, dass in Deutschland kurzfristig zwei Flüssigerdgasterminals in Brunsbüttel und Wilhelmshaven errichtet werden sollen, um per Schiff geliefertes Flüssigerdgas anzulanden. Später beschloss die Bundesregierung den Bau weiterer Terminals. Lubmin ist einer von mehreren Standorten, die ab 2022 als schwimmende LNG-Terminals an deutschen Küsten entstanden. Die weiteren Anlagen sind zwei Einrichtungen des LNG-Terminals Wilhelmshaven, das German LNG Terminal in Brunsbüttel und das LNG-Terminal Stade. Die Pläne für das LNG-Terminal Deutsche Ostsee wurden im Juli 2022 einer breiteren Öffentlichkeit bekannt. Die Landesregierung von Mecklenburg-Vorpommern unterstützte den Bau.

## Geschichte
Da große Flüssiggastanker den Hafen Lubmin wegen des flachen Greifswalder Boddens nicht anlaufen können, dockten sie auf der Ostsee zwischen Rügen und Usedom an den dort ankernden LNG-Tanker Seapeak Hispania als Floating Storage Unit (FSU) an und übertragen ihr LNG. Vom Depot-Schiff aus transportierten drei kleinere Shuttle-Tanker das LNG in insgesamt 480 Verladungen in den Hafen Lubmin. In der dortigen FSRU (Floating Storage and Regasification Unit) als Flüssigerdgasterminal wurde das kalte Flüssiggas in normales Erdgas umgewandelt und in das Fernleitungsnetz eingespeist. Dieses besteht aus den Pipelines NEL, Eugal und OPAL, die ursprünglich dem Gastransport aus der Ostsee-Pipeline Nord Stream 1 dienten.
Die Bauarbeiten im Hafen Lubmin mit einem Umbau des Kais, einer Hafenvertiefung und der Sicherung mit einem Zaun begannen im September 2022. Darüber hinaus legte der Netzbetreiber Gascade vom Hafen aus eine etwa 450 Meter lange Anbindung an das Gasnetz. Die Deutsche ReGas hatte angekündigt, rund 100 Millionen Euro zu investieren und für ihr privates Projekt keine staatliche Finanzierung in Anspruch zu nehmen. Das für die Gasumwandlung erforderliche Spezialschiff Neptune (FSRU) hat das Unternehmen beim französischen Energieunternehmen TotalEnergies gechartert. Das Schiff wurde im Dezember 2022 bei Mukran auf der Insel Rügen umgebaut und machte anschließend in Lubmin fest. Ende Dezember 2022 begann der Testbetrieb, bei dem drei kleinere Shuttleschiffe das Flüssiggas von einem Tanker auf See nach Lubmin zur Neptune als schwimmendes LNG-Terminal brachten. Die Betriebsgenehmigung wurde für einen Zeitraum von neun Jahren erteilt. Zur Einweihung der Anlage am 14. Januar 2023 kamen Bundeskanzler Olaf Scholz (SPD), die Ministerpräsidentin von Mecklenburg-Vorpommern Manuela Schwesig (SPD) und der Umweltminister von Mecklenburg-Vorpommern Till Backhaus (SPD).
Im April 2024 stellte der Betreiber den Betrieb wieder ein, weil das etwa 40 km entfernte LNG-Terminal Mukran vor Rügen zur Verfügung stand. Das Regasifizierungsschiff Neptune wurde im Mai 2024 aus dem Hafen Lubmin abgezogen. In seiner Betriebszeit von eineinhalb Jahren wurden 1,3 Mrd. Kubikmeter Erdgas in das Netz eingespeist und damit weniger als erwartet.

## Zukunft
Der Terminal-Betreiber Deutsche ReGas und der Gasnetzbetreiber Gascade prüfen, ob die bestehende Gas-Infrastruktur für das Einspeisen von Wasserstoff genutzt werden kann. Im Hafen könnte eine Anlage zum Cracken von international eingekauftem Ammoniak entstehen. Der Wasserstoff wird dazu für den Transport mit Stickstoff versetzt (Power-to-Ammonia), und das so entstandene Ammoniak durch den Cracker wieder in Wasserstoff und Stickstoff zerlegt.

## Kritik
Die Deutsche Umwelthilfe hatte grundsätzliche Bedenken gegen die Anlage, weil sie Flüssiggas-Transporte wegen der Enge in der Ostsee für ein Sicherheitsrisiko hielt. Auch bestanden Bedenken gegenüber der Unternehmensstruktur der im Jahr 2022 gegründeten Deutschen ReGas, da sie nicht aus der Energiebranche komme.
Am Rande der feierlichen Eröffnung der Anlage am 14. Januar 2023 protestierten etwa 300 Bürger. Sie kritisierten, dass die Auswirkungen der Anlage auf den Greifswalder Bodden nicht ausreichend berücksichtigt worden seien. Zuvor hatten sich Anwohner aus Lubmin und Spandowerhagen über Lärmbelästigungen beschwert, die vom Regasifizierungsschiff Neptune stammen sollten. Die Deutsche ReGas hatte daraufhin Maßnahmen zum Schallschutz veranlasst.